# 管奈央子
管 奈央子（かん なおこ、1981年5月23日 - ）は、女性アナウンサー。山形県山形市生まれ、岩手県盛岡市育ち
。

## 人物
岩手県立盛岡第二高等学校、宮城教育大学卒業。アナウンサーになる前は、銀行員としての経歴あり。
NHK秋田放送局に契約キャスターとして、入局。2008年2月に秋田テレビに移籍。『やばせ本町どまん中!』担当。
2012年3月をもって秋田テレビを退社。4月 日本建設新聞仙台総局に入社し、編集を担当。2013年2月フリーアナウンサーとして、「ぐっともーにんぐ」に所属。

## 出演履歴
- ニュースパークあきた（NHK秋田放送局、2005年4月 - 2007年3月30日、キャスター）
- ニュースこまち（NHK秋田放送局、2007年4月2日 - 2008年2月29日、キャスター）
- やばせ本町どまん中!〜笑顔でいこうよ〜（2008年4月 - 2009年3月、MC）
- とくテレッ!8ちゃんねる（2009年4月 - 2010年3月、MC）
- AKTスーパーニュース（2010年3月29日 - 2012年3月30日、キャスター）
- ラジワシイーグルス（Rakuten.FM TOHOKU、パーソナリティ）